# Ute Pichler
Ute Pichler (* 1975 in Klagenfurt, Kärnten) ist eine österreichische Radio- und Fernsehmoderatorin.

## Leben
Pichler studierte an der Klagenfurter Alpen-Adria-Universität, dort absolvierte sie ein Lehramtsstudium für die Fächer Deutsch und Englisch. 1998 begann Pichler ihre Medienkarriere bei einem Kärntner Privatradiosender. Sie ist seit 2006 im Team des ORF Kärnten und seit 2007 Moderatorin der Sendung „Kärnten heute“. Mit Martin Ferdiny moderierte sie von 2012 bis zu ihrer Karenz 2013 die österreichweit ausgestrahlte Sendung „heute mittag“.
2013 wurde sie Mutter eines Sohnes. 